# Saint-Victor-de-Buthon
Saint-Victor-de-Buthon és un municipi francès, situat al departament de l'Eure i Loir i a la regió de Centre – Vall del Loira. L'any 2007 tenia 537 habitants.

## Demografia

### Població
El 2007 la població de fet de Saint-Victor-de-Buthon era de 537 persones. Hi havia 214 famílies, de les quals 60 eren unipersonals (32 homes vivint sols i 28 dones vivint soles), 77 parelles sense fills, 61 parelles amb fills i 16 famílies monoparentals amb fills.
La població ha evolucionat segons el següent gràfic:
Habitants censats

### Habitatges
El 2007 hi havia 314 habitatges, 226 eren l'habitatge principal de la família, 53 eren segones residències i 35 estaven desocupats. 305 eren cases i 4 eren apartaments. Dels 226 habitatges principals, 182 estaven ocupats pels seus propietaris, 39 estaven llogats i ocupats pels llogaters i 6 estaven cedits a títol gratuït; 2 tenien una cambra, 18 en tenien dues, 56 en tenien tres, 65 en tenien quatre i 85 en tenien cinc o més. 160 habitatges disposaven pel capbaix d'una plaça de pàrquing. A 121 habitatges hi havia un automòbil i a 90 n'hi havia dos o més.

### Piràmide de població
La piràmide de població per edats i sexe el 2009 era:
| Homes | Edats   | Dones |
| ----- | ------- | ----- |
| 0     | 95 o +  | 0     |
| 0     | 90 a 94 | 0     |
| 0     | 85 a 89 | 8     |
| 4     | 80 a 84 | 0     |
| 28    | 75 a 79 | 20    |
| 0     | 70 a 74 | 12    |
| 8     | 65 a 69 | 16    |
| 24    | 60 a 64 | 16    |
| 12    | 55 a 59 | 8     |
| 20    | 50 a 54 | 12    |
| 32    | 45 a 49 | 20    |
| 24    | 40 a 44 | 12    |
| 12    | 35 a 39 | 12    |
| 12    | 30 a 34 | 12    |
| 8     | 25 a 29 | 8     |
| 4     | 20 a 24 | 8     |
| 8     | 15 a 19 | 20    |
| 16    | 10 a 14 | 8     |
| 8     | 5 a 9   | 8     |
| 12    | 0 a 4   | 16    |

## Economia
El 2007 la població en edat de treballar era de 332 persones, 247 eren actives i 85 eren inactives. De les 247 persones actives 230 estaven ocupades (130 homes i 100 dones) i 16 estaven aturades (9 homes i 7 dones). De les 85 persones inactives 28 estaven jubilades, 23 estaven estudiant i 34 estaven classificades com a «altres inactius».

### Ingressos
El 2009 a Saint-Victor-de-Buthon hi havia 227 unitats fiscals que integraven 558,5 persones, la mediana anual d'ingressos fiscals per persona era de 16.827 €.

### Activitats econòmiques
Dels 25 establiments que hi havia el 2007, 1 era d'una empresa alimentària, 6 d'empreses de construcció, 8 d'empreses de comerç i reparació d'automòbils, 3 d'empreses d'hostatgeria i restauració, 5 d'empreses de serveis, 1 d'una entitat de l'administració pública i 1 d'una empresa classificada com a «altres activitats de serveis».
Dels 11 establiments de servei als particulars que hi havia el 2009, 2 eren tallers de reparació d'automòbils i de material agrícola, 1 paleta, 2 fusteries, 2 lampisteries, 1 electricista i 3 restaurants.
Dels 2 establiments comercials que hi havia el 2009, 1 era una botiga de menys de 120 m² i 1 una joieria.
L'any 2000 a Saint-Victor-de-Buthon hi havia 33 explotacions agrícoles que ocupaven un total de 2.616 hectàrees.

## Equipaments sanitaris i escolars
El 2009 hi havia una escola elemental.

## Poblacions properes
El següent diagrama mostra les poblacions més properes.